# Quartier wallon
Quartier wallon désigne une partie d'un territoire où l'on parlait le wallon dans le duché de Luxembourg et dans le duché de Limbourg.

## Quartier wallon du duché de Luxembourg
Tel qu'il existait depuis cette époque[Quand ?] jusqu'à sa réunion à la France, le duché de Luxembourg était divisé en quartier allemand et en quartier wallon. Ce quartier wallon a été précisément réuni à la Belgique sur la base d’un critère linguistique en 1839 (sauf Doncols et Sonlez restés au Grand-Duché, et le pays d’Arlon, bien que de langue luxembourgeoise, resté en Belgique).
Le quartier wallon du duché de Luxembourg est devenu la province belge de Luxembourg.

## Quartier wallon du duché de Limbourg
Le duché de Limbourg avait quatre bans, le ban de Herve où on parlait le wallon hervien était appelé quartier wallon, les autres bans, Baelen, Montzen et Walhorn où l'on parlait le thiois, portaient le nom de quartier flamand.